# ベルトゥア
ベルトゥア (Bertoua) は、カメルーンの都市。東部州の州都である。人口88,462人（2005年）。

## 地理
標高717m。首都ヤウンデから東に350kmの地点に位置する。

## 交通
ヤウンデと中央アフリカ共和国のブアルとを結ぶ幹線道路が通っている。空港もある。